# Facundo Zuviría
Facundo de Zuviría nacido como José Facundo de Zuviría y Escobar Castellanos (Salta, 26 de noviembre de 1794 - Paraná de la provincia argentina de Entre Ríos, 19 de agosto de 1861) fue un jurisconsulto y político argentino que como opositor a Juan Manuel de Rosas tuvo que exiliarse a Bolivia. Fue diputado y presidente del Congreso Nacional que culminaría con la sanción de la Constitución Argentina de 1853, además de haber sido senador nacional, ministro de Relaciones Exteriores y presidente nominal de la Corte Suprema de Justicia de la Nación Argentina.

## Biografía hasta el exilio en Bolivia durante el gobierno rosista

### Origen familiar y primeros años
José Facundo de Zuviría había nacido el 26 de noviembre de 1794 en la ciudad de Salta, capital de la Intendencia de Salta del Tucumán que formaba parte del Virreinato del Río de la Plata. Era hijo del teniente coronel Agustín Zuviría Marticorena (n. Echalar de Navarra en la Corona de España, ca. 1760) y de su esposa en segundas nupcias desde 1792, Feliciana Castellanos de la Cerda y Plazaola Saravia (n. Salta, 1767). El primer matrimonio del padre había sido con Petrona de la Cámara Elizondo.

### Estudios académicos y gestiones de gobierno
Siendo joven se dirigió a Córdoba para cursar sus estudios de derecho civil y canónico. Tras completarlos, volvió a su provincia natal para sumarse a los esfuerzos por organizarla políticamente. Fue opositor al gobernador y caudillo Güemes, perteneció al grupo llamado de la "patria nueva", por oposición a la "patria vieja" de Güemes. 
En 1821, cuando Güemes marchaba a combatir a Bernabé Aráoz de Tucumán, los opositores, entre ellos Zuviría, lo derrocaron en su ausencia. Güemes recuperó el poder sin violencia, pero algunos de sus enemigos convencieron al general realista Pedro Antonio Olañeta de invadir Salta; de esa invasión resultó la muerte de Güemes, aunque los realistas se tuvieran que retirar posteriormente.
Zuviría fue el primer presidente de la Legislatura de Salta y como tal redactó y sancionó el 9 de agosto de 1821 una breve constitución provincial de tan solo quince artículos, adaptada de la nacional de 1819, que regiría en la misma treinta y cuatro años.
En septiembre, una revolución dirigida por el general Gorriti unificó los partidos; Zuviría conservó el cargo durante el gobierno de este, el de Arenales, el segundo de Gorriti, el de su hermano, el canónigo Gorriti y el de Alvarado. Se dice que siempre hablaba de más, y que se enemistó con todo el mundo, porque todos se sentían insultados por él.

### Oposición a Rosas y autoexilio en Bolivia
Representó al general Paz y a su Liga del Interior ante el gobierno boliviano del mariscal Santa Cruz, de quien consiguió que le enviara armas y pólvora. Pero la derrota de La Ciudadela significó el fin de la Liga del Interior. Más tarde, se acusó a Zuviría de haber ofrecido las provincias de Salta y Tucumán a Santa Cruz con tal de que no cayeran en manos de los federales, pero no es seguro que este ofrecimiento haya ocurrido.
De todos modos, tuvo que huir a Sucre. Allí ejerció el periodismo, la abogacía y el comercio. Llegó a ser inspector general de educación, y se dedicó a reorganizar las Universidades de Charcas y La Paz. Fue llamado a unirse a la Coalición del Norte en 1840, pero se negó. En 1849 dijo en público algo que le cayó mal al presidente Belzú, que lo despidió de todos los cargos públicos.

## Diputado nacional, la Constitución de 1853, senador y deceso

### Regreso a la Argentina, agricultor, abogado y diputado
Una vez producida las desavenencias con el presidente boliviano, prefirió regresar a la ciudad de Salta, adonde se dedicó a su oficio de abogado, además de transformarse en agricultor de tabaco y maíz.
En 1852, tras la caída de Rosas, el nuevo gobernador, su pariente Tomás Arias, lo hizo elegir diputado al Congreso Constituyente que se reuniría en Santa Fe. Antes de la reunión del Congreso, representó al presidente Justo José de Urquiza en una misión para invitar a Buenos Aires a la sanción de la Constitución, pero fracasó.
Fue elegido presidente del Congreso y quiso impedir que se tratara la Constitución en ausencia de los representantes de la provincia de Buenos Aires, que estaba segregada, pero su alegato fue rechazado. Zuviría demostró ser un orador brillante y sus aportes siempre fueron valiosos, pero la manía de hablar durante horas sin interrupción le ganó el odio de sus compañeros.

### Firmante de la Constitución Argentina en la gestión de Urquiza
Pero no tuvo ninguna influencia en el texto de la Constitución, ya que esta fue redactada por Juan María Gutiérrez y José Benjamín Gorostiaga sobre la base de un texto de Juan Bautista Alberdi, casi copiado a su vez de la constitución de los Estados Unidos. Y los diputados conservadores o federales, como Zuviría, fueron forzados a aceptarla por presión del presidente Urquiza. La Constitución Argentina fue aprobada el 1º de mayo de 1853.
Poco después negoció nuevamente la paz con Buenos Aires, pero el texto del acuerdo, demasiado favorable de la provincia rebelde, fue rechazado por Urquiza. En 1854 fue candidato a vicepresidente, pero fue derrotado por la candidatura de Salvador María del Carril.

### Senador, ministro y presidente de la Corte Suprema
Fue senador nacional, elegido simultáneamente por tres provincias, y más tarde fue ministro de Relaciones Exteriores y Culto, cargo que dejó en 1856. Se retiró a Montevideo y más tarde fue ministro de Justicia e Instrucción Pública de Salta. En 1861, el presidente Derqui lo hizo nombrar presidente de la Corte Suprema de Justicia de la Nación Argentina.

### Fallecimiento
Pero finalmente no llegó a hacerse cargo de este último puesto ya que fallecería en la ciudad de Paraná en el mes de agosto de 1861. Su cuerpo descansa en el Panteón de las Glorias del Norte.

## Matrimonio y descendencia
El doctor José Facundo de Zuviría se había casado el 2 de febrero de 1821 con Isabel María Carlota de Lezama Quiñones (Salta, diciembre de 1799 - ib., 7 de octubre de 1876) quien fuera hija del cabildante colonial vasco-español Francisco Asensio de Lezama y de María Úrsula Carolina de Quiñones y Arcos Arias-Rengel, además de ser la hermana mayor del hacendado, empresario y filántropo José Gregorio de Lezama.
Fruto del enlace de Facundo Zuviría y su esposa Isabel Lezama tuvieron en Salta los siguientes seis hijos:
- Carolina de Zuviría Lezama[5] (n. Salta, ca. 1823) casada el 6 de febrero de 1846 con Juan Gualberto Escalera Fernández Hoyos (n. ib., ca. 1818), un hijo de padre homónimo (n. ca. 1788) y de Ana Ignacia Fernández Hoyos (n. ib., 1798)[6] que siendo sus padres Juan Antonio Fernández Balmori (n. Salta, ca. 1755) —un hijo de cántabro-españoles— y su esposa desde el 12 de mayo de 1785, María Aurelia González de Hoyos Torres (n. ib. ca. 1765) que tendría como ancestros a conquistadores y primeros pobladores españoles del Cono Sur, cuyos descendientes fueron uniéndose con otros peninsulares coloniales llegados a la Sudamérica hispana en los siglos siguientes, siendo estos oriundos de Extremadura del siglo XVI, y Vizcaya, Navarra, Castilla La Vieja y León del siglo XVII.[7] Gualberto y Carolina no tuvieron descendencia documentada.
- Julio de Zuviría Lezama[8][9] (ib., 9 de julio de 1825 - pueblo de Belgrano, 15 de octubre de 1877) era un liberal y doctor en jurisprudencia que fue nombrado diputado nacional representando a su provincia en el período de 1862 a 1866. Estaba enlazado desde el 30 de diciembre de 1864, en la iglesia de la Inmaculada Concepción de Buenos Aires, con Trinidad del Corazón de Jesús Ferré Igarzábal (n. Corrientes, 11 de junio de 1849) —una descendiente de catalano-españoles de principios del siglo XIX y de hispano-correntinos coloniales de siglos anteriores— y con quien tuviera solo una hija documentada: María Dolores de la Trinidad Zuviría Ferré (n. Buenos Aires, 17 de agosto de 1866).
- Mariano Fenelón de Zuviría Lezama[10] (ib., 13 de agosto de 1827 - Buenos Aires, 31 de diciembre de 1884) era un doctor en jurisprudencia y liberal que en primeras nupcias se uniera con Belisaria Isasa González Moyano y con quien solo tuvo a Carolina de Zuviría Isasa (Córdoba, 14 de enero de 1857 - ib., 21 de septiembre de 1885. Madre de Hugo Wast). Sus segundas nupcias fueron con Carmen Nazaria Martínez Castro Ayestarán (12 de junio de 1852 - 29 de diciembre de 1927) —una hija primogénita del hacendado Marcelino José Martínez Castro[11] (Buenos Aires, 20 de abril de 1807 - ib., 4 de junio de 1886) y de María Lorenza Ayestarán (n. ca. 1832)— y quienes tuvieran a Raúl María de Zuviría Castro (Rosario de Santa Fe, 6 de noviembre de 1883 - Buenos Aires, 8 de julio de 1965).
- Ramón de Zuviría Lezama[12] (ib., 31 de agosto de 1828 - Tucumán, 1 de octubre de 1877), doctor, jurista y liberal que se casó con Josefa Gómez Ríos y González del Toro (n. Molinos de Salta, ca. 1859) —de padre con ascendencia cántabra y salteña-colonial, y por la parte materna, chilena-colonial— aunque ambos no tuvieran sucesión.
- José María de Zuviría Lezama[13] (ib., 1830 - Buenos Aires, 9 de noviembre de 1891), liberal y doctor en jurisprudencia, casó con Clara García de Zúñiga y de Elía (n. ca. 1830), una integrante del poderoso clan de los García de Zúñiga por ser hija de Mateo García de Zúñiga —terrateniente que fue gobernador de Entre Ríos— y de Rosalía Rafaela Estanislada de Elía y Álzaga. De esta unión hubo descendencia.
- Salustio de Zuviría Lezama[14] (ib., ca. 1835 - Córdoba, 1876), fallecería soltero.[15][16]